# Secteur fortifié de la Crusnes

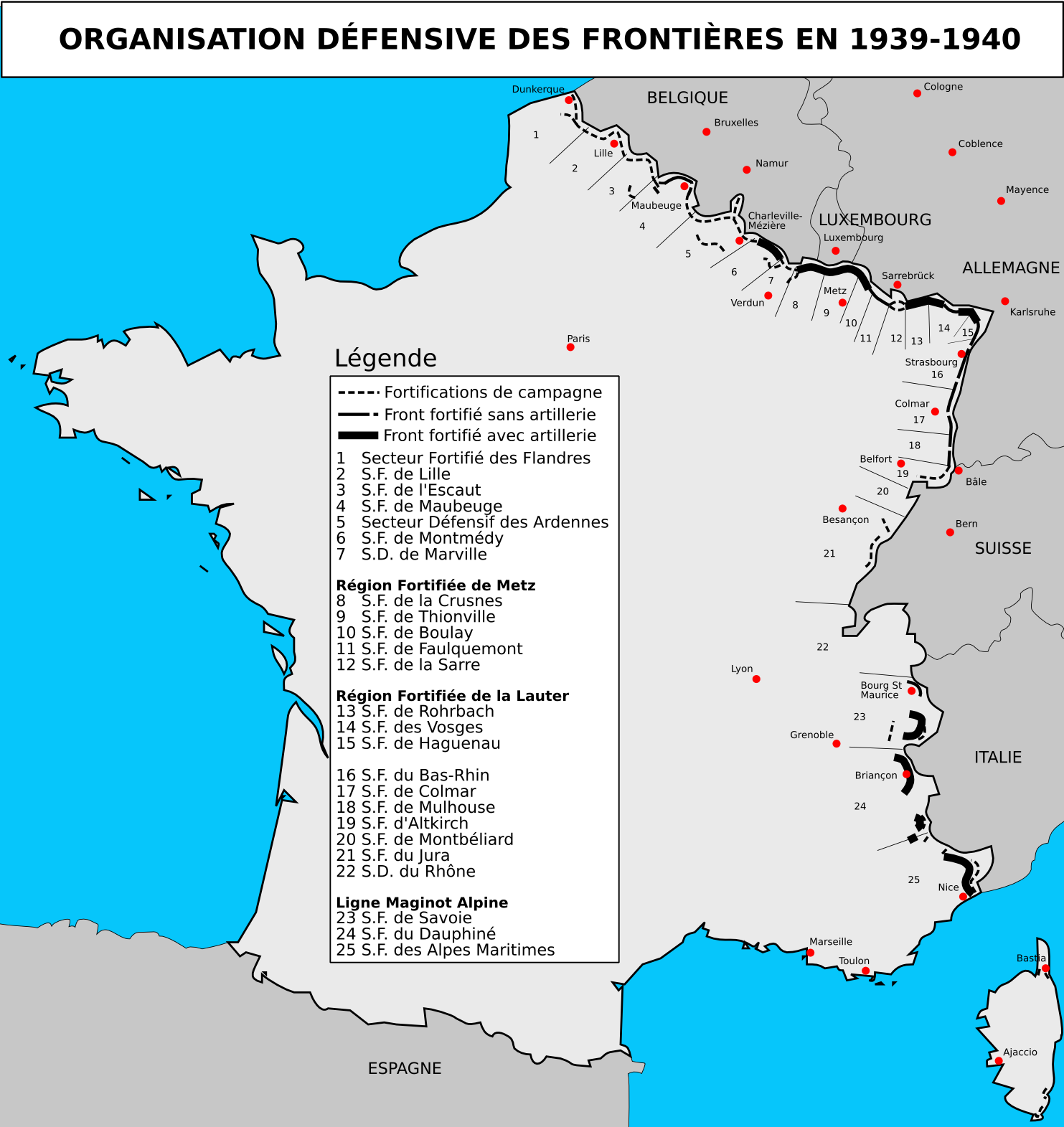
Carte de l'organisation en secteurs de la ligne Maginot.

Le secteur fortifié de la Crusnes est une partie de la ligne Maginot, située entre le secteur fortifié de Montmédy à l'ouest et le secteur fortifié de Thionville à l'est.
Il forme une ligne le long de la frontière entre la France d'une part, la Belgique puis le Luxembourg d'autre part, juste au nord de la Crusnes, de Petit-Xivry (en Meurthe-et-Moselle) à Rochonvillers (dans la Moselle). Les fortifications du secteur sont puissantes, mais en partie incomplètes à cause de réductions budgétaires (un seul abri est construit sur les 25 prévus).
Pour un article plus général, voir Ligne Maginot.

## Organisation et unités
D'abord sous commandement de la 6e région militaire (QG à Metz) jusqu'à la déclaration de guerre, le secteur passe alors sous commandement de la 3e armée : il est sous l'autorité du 24e corps d'armée, composé de la 51e division d'infanterie (de réserve, série B), de la 58e division d'infanterie (de réserve, série B) et de la 20e division d'infanterie (de réserve, série A). À la suite de la réorganisation du commandement des troupes de forteresse, le secteur perd le sous-secteur de Marville (au profit du SF Montmédy et de la 2e armée) le 17 décembre 1939, puis le secteur change de nom pour devenir le 42e corps d'armée de forteresse le 5 mars 1940.
Le secteur est divisé en mai-juin 1940 en trois sous-secteurs fortifiés, avec les unités suivantes comme équipages des ouvrages et casemates ainsi que comme troupes d'intervalle stationnées entre ceux-ci après la mobilisation :
- sous-secteur d’Arrancy, confié au 149e régiment d'infanterie de forteresse ;
- sous-secteur de Morfontaine, confié au 139e régiment d'infanterie de forteresse ;
- sous-secteur d’Aumetz, confié au 128e régiment d'infanterie de forteresse.

S'y rajoute la tête de pont de Longwy. L'artillerie du secteur est composée des :
- 152e régiment d'artillerie de position (fournissant les artilleurs des ouvrages, soit la 21e batterie de Fermont, la 22e de Latiremont et la 23e de Bréhain, plus un groupe de position, ce dernier armé avec huit canons de 155 mm L modèle 1877 de Bange et huit 155 mm C 1917 Schneider[2]) ;
- 46e régiment d'artillerie mobile de forteresse (trois groupes tractés armés avec vingt-quatre canons de 75 mm modèle 1897/1933 TTT et douze 155 mm C 1917 Schneider TTT[3]).

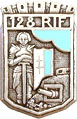
Insigne du 128e RIF.
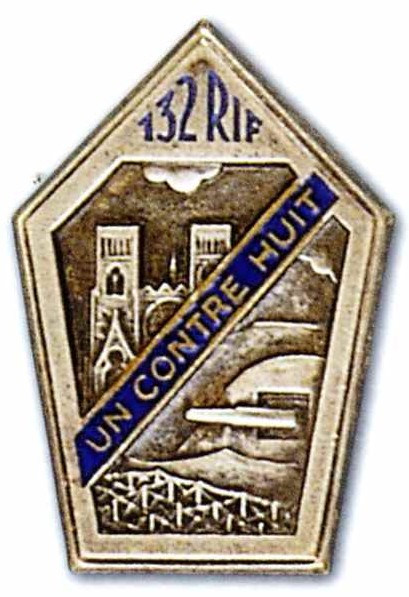
Insigne du 132e RIF.
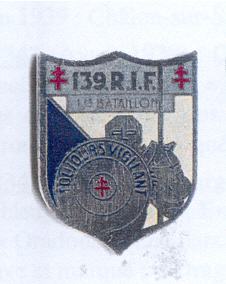
Insigne du 139e RIF.
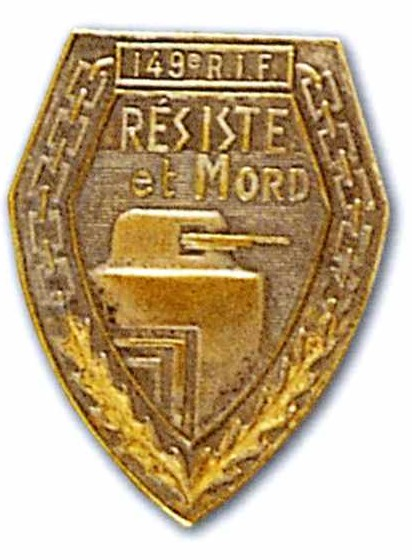
Insigne du 149e RIF.

## Composants

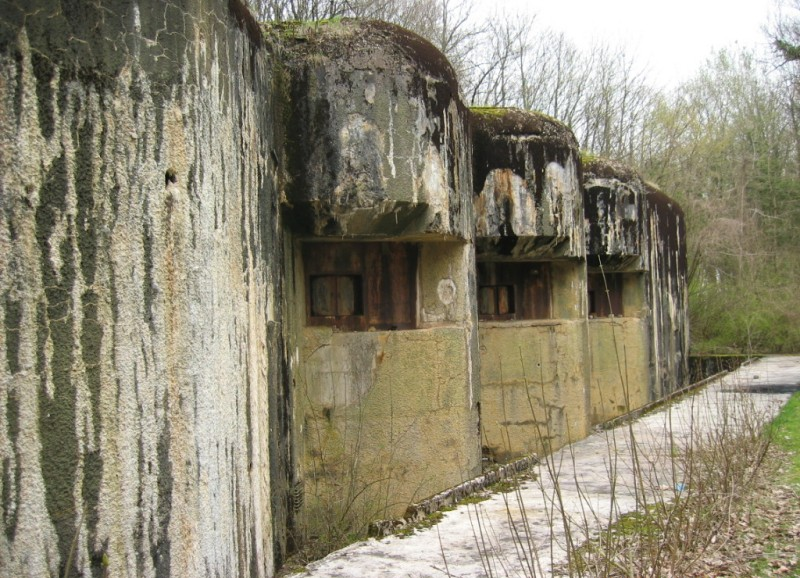
Ouvrage de Latiremont, vue des créneaux pour canon de 75 mm rebetonnés du bloc 6.
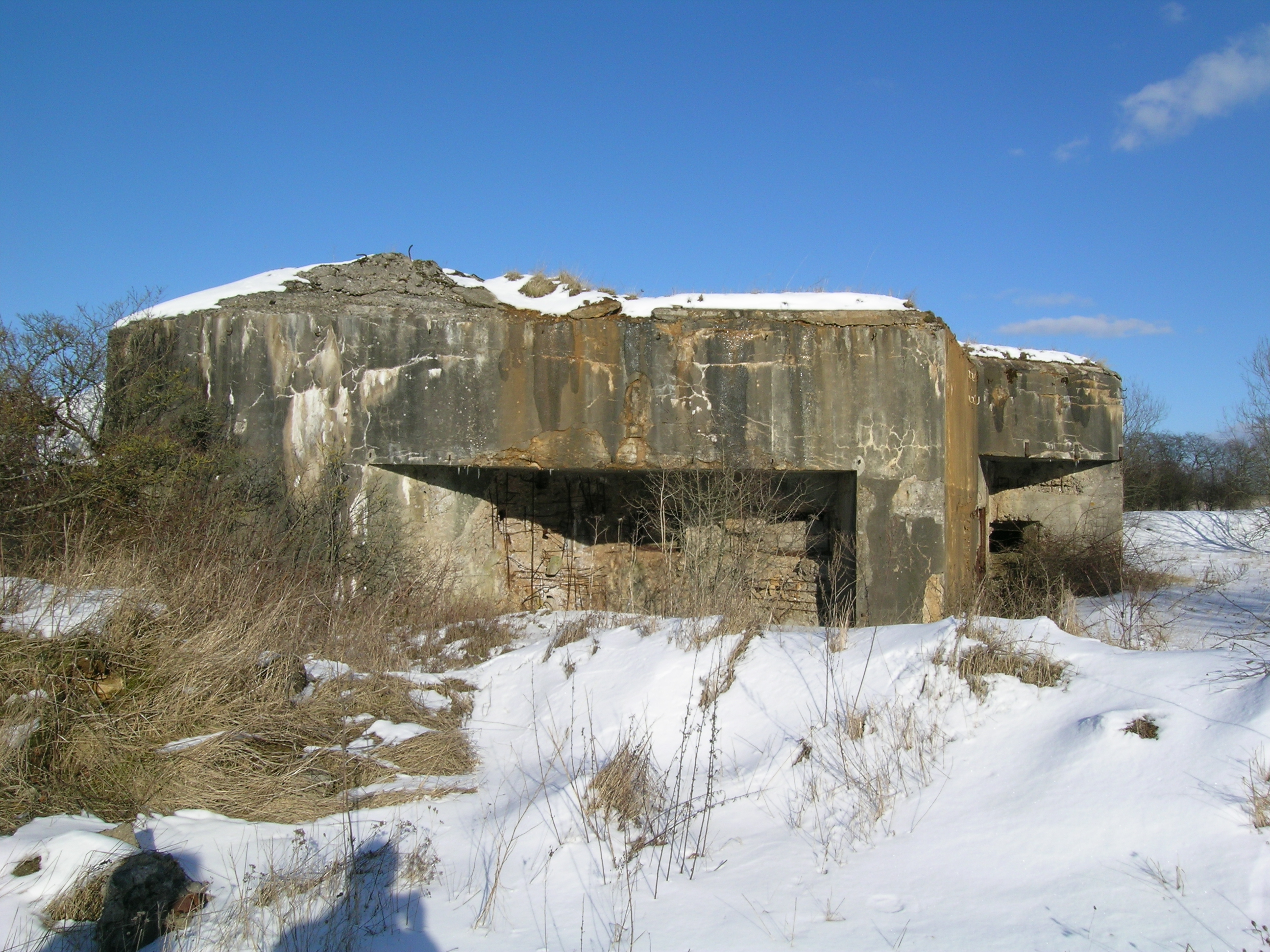
Casemate du Ravin-de-Crusnes : les deux créneaux pour mitrailleuses.

Premier secteur puissamment armé au nord-ouest de la ligne après les ouvrages « nouveau front » des Ardennes et du Nord, le secteur fortifié de la Crusnes est composé de trois gros ouvrages (Fermont, Latiremont et Bréhain), de quatre petits ouvrages (Ferme-Chappy, Mauvais-Bois, Bois-du-Four et Aumetz), de 35 casemates CORF (de C 1 à C 35) permettant la continuité de la ligne de feu entre les ouvrages, d'un abri (X 1), ainsi que 45 blockhaus MOM et 49 tourelles STG,.
| Sous-secteur d'Arrancy (PC au calvaire d'Arrancy) | Sous-secteur de Morfontaine (PC à Ville-au-Montois) | Sous-secteur d'Aumetz (PC à Serrouville) |
| --- | --- | --- |
| A 1 Ferme-Chappy O 2 Puxieux C 1 Puxieux A 2 Fermont C 2 Bois-de-Beuveille O 4 Haut-de-l'Anguille C 3 Haut-de-l'Anguille Ouest C 4 Haut-de-l'Anguille Est C 5 Bois-de-Tappe Ouest C 6 Bois-de-Tappe Est C 7 Ermitage Saint-Quentin C 8 Praucourt A 3 Latiremont C 9 Jalaumont Ouest | C 10 Jalaumont Est O 7 Haut-de-la-Vigne C 11 Chénières Ouest C 12 Chénières Est C 13 Laix A 4 Mauvais-Bois C 14 Morfontaine C 15 Villers-la-Montagne Ouest C 16 Villers-la-Montagne Centre C 17 Villers-la-Montagne Est A 5 Bois-du-Four C 18 Verbusch Ouest C 19 Verbusch Est O 10 Ferme du Bois-du-Four C 20 Ferme-Thiéry C 21 Bourène Ouest C22 Bourène Est | C 2 Ouest de Bréhain A 6 Bréhain C 23 Ravin-de-Crusnes C 24 Crusnes Ouest C25 Crusnes Est C 26 Nouveau-Crusnes Ouest C 27 Nouveau-Crusnes Est O 1 Réservoir C 28 Réservoir C 29 Route-d'Ottange Ouest C 30 Route-d'Ottange Centre C 31 Route d'Ottange Est A 7 Aumetz C 32 Tressange C 33 Bure C 34 Fond-d'Havange C 35 Gros-Bois X 1 Gros-Bois |

Le code de chaque organe indique sa nature : « A » pour les ouvrages, « C » pour les casemates, « O » pour les observatoires et « X » pour les abris. La numérotation se fait d'ouest en est de la région fortifiée de Metz (qui correspond aux secteurs de la Crusnes, de Thionville, de Boulay et de Faulquemont).

### Casernements de sûreté
- Caserne Lamy à Longuyon
- Camp de Doncourt
- Camp de Morfontaine
- Camp d'Errouville
- Camp de Ludelange